# Rosalinda (telenovela)
Rosalinda es una telenovela mexicana dirigida por Beatriz Sheridan y producida por Salvador Mejía para Televisa en 1999. 
Es la adaptación de la telenovela venezolana María Teresa original de Delia Fiallo. Está adaptada por Carlos Romero junto a Kary Fajer en su primera mitad y Liliana Abud en su recta final.
Protagonizada por Thalía y Fernando Carrillo, junto con las participaciones antagónicas de Lupita Ferrer, Nora Salinas, Jorge de Silva y Roberto "Flaco" Guzmán. Cuenta además con las actuaciones estelares de Angélica María, Manuel Saval y Laura Zapata, así como la actuación especial de Guillermo García Cantú.

## Argumento
Rosalinda Pérez Romero (Thalía) es una joven linda de buenos sentimientos que trabaja como dependienta en el puesto de flores del abuelo Florentino Rosas (René Muñoz), pues su madre está muy enferma y tiene que ayudar con los gastos de la casa a su padre, el bondadoso Xavier (Miguel Ángel Rodríguez), junto con sus hermanas, la engreída Fedra (Nora Salinas) y la cariñosa Lucy (Adriana Fonseca). El único que no hace nada es Beto (Jorge de Silva), su hermano, que es un vago. Rosalinda no lo sabe, pero los que cree sus padres y hermanos son en realidad sus tíos y primos por parte de madre, ya que su verdadera madre no pudo hacerse cargo de ella y la entregó a su hermana.
Antes de morir, la esposa de Xavier le confiesa a este que una de las tres jóvenes no es su hija, pero no llega a decirle cuál de ellas. Creyendo que su mujer le fue infiel, Xavier se convierte en un hombre amargado que descarga su odio sobre las tres muchachas y se muestra injustamente afectuoso con Beto.
Un día, Rosalinda conoce a Fernando José Altamirano del Castillo (Fernando Carrillo) y se enamora de él, pero él le oculta a ella que es millonario. Valeria del Castillo de Altamirano (Lupita Ferrer), la madre de Fernando José, es una mujer malvada y posesiva, obsesionada con su único hijo desde que su esposo fue asesinado por la secretaria de su hermano. 
Soledad Romero (Angélica María), todavía está en la cárcel por su crimen. Lo que Valeria desconoce es que Soledad es la esposa de Alfredo del Castillo (Manuel Saval), su propio hermano, con el que se casó en secreto, y que él mató a su marido cuando este intentó violar a Soledad. Por amor a su marido, Soledad cargó con la culpa y el secreto, aceptó ir a la cárcel e incluso renunció a su hija recién nacida, a quien encargó a su hermana. Esta niña es Rosalinda. 
Sin saberlo, Rosalinda es la hija legítima de Alfredo del Castillo y Soledad Romero, lo que la convierte en prima de Fernando José y sobrina de Valeria y heredera del 33,3% de la fortuna de los Del Castillo (el 66,6% restante es de Valeria, incluido el 33,3% que le robó a su prima, Verónica).
Otro secreto que atañe a nuestros protagonistas es el secreto del nacimiento de Fernando José: en realidad no es hijo de Valeria, sino de Verónica del Castillo (Laura Zapata), prima hermana de Valeria y la verdadera esposa del difunto José Fernando Altamirano (Guillermo García Cantú). Este secreto solo lo conoce Bertha (Elvira Monsell), ama de llaves de la casa y cómplice de Valeria.
Todo sucedió muchos años atrás. En la residencia Del Castillo vivían Verónica y sus primos, Alfredo y Valeria; cuando Verónica se casó con José Fernando Altamirano, Valeria no pudo soportar que su prima fuera feliz y más rica que ella, por lo cual sedujo a José Fernando y lo convirtió en su amante. Después los dos urdieron un plan con el fin de deshacerse de Verónica, robarle su fortuna y su hijo y borrarla del mapa. Verónica desapareció y Valeria se casó con José Fernando Altamirano ilegalmente, ya que Verónica sigue viva y nunca se divorció de su marido. Valeria, convertida en la señora Altamirano, crio a Fernando José como su hijo con un amor enfermizo.
Otra historia que conoceremos en esta telenovela es la de Abril (Esther Rinaldi), una joven doncella que resulta ser hija ilegítima de Valeria del Castillo y de Francisco Quiñones (Roberto "Flaco" Guzmán). Este hombre trabajaba como chofer de la mansión del Castillo; estaba enamorado de Valeria, pero ésta jamás le correspondió por la "diferencias de clases", así que una tarde él la violó y la dejó embarazada. 
Abril fue criada por Úrsula (Eva Calvo), una anciana enferma que recibía todo los meses un salario por parte de Valeria para contribuir de alguna forma con los gastos. A la muerte de Úrsula, Abril se ve obligada a irse a vivir a la mansión Altamirano, pero con la condición de que debe ir en condición de sirvienta. Valeria le tiene un profundo odio a Abril y hasta maldice la hora en que la tuvo; meses después, Fernando José descubre que la nueva empleada doméstica de la mansión es su hermana y le exige a Valeria que le dé el puesto que ella merece. Valeria accede, pero sigue odiando profundamente a la pobre muchacha y esta por supuesto no puede comprender como su propia madre la desprecia.
Poco después, Francisco Quiñones, ahora convertido en un mendigo conocido como "El Miserias", reaparece en la vida de Valeria y comienza a amenazarla y a chantajearla con dinero para no decir que él es el padre de Abril. Un día Abril y él se conocen y se hacen amigos, sin que ella sospeche de su identidad. Un día Francisco le pide una cifra muy alta de dinero a Valeria para desaparecer para siempre de su vida, pero esta le tiende una trampa y lo cita en una calle solitaria a altas horas de la noche. Justo cuando Francisco le pide a Valeria que le entregue el dinero, ésta lo asesina brutalmente.
Tantas penas pasarán para que Rosalinda y Fernando José puedan ser felices y vencer toda la maldad que se encuentra entre ellos.

## Elenco
- Thalía - Rosalinda Pérez Romero / Rosalinda Del Castillo Romero / Paloma Dorantes
- Fernando Carrillo - Fernando José Altamirano Del Castillo
- Lupita Ferrer - Valeria Del Castillo Vda. de Altamirano
- Nora Salinas - Fedra Pérez Romero
- Angélica María - Martha Soledad Romero Vda. de Del Castillo / Pérez
- Laura Zapata - Verónica Del Castillo de Altamirano
- Esther Rinaldi - Abril Valdez / Abril Quiñones Del Castillo
- Adriana Fonseca - Lucía "Lucy" Pérez Romero
- Manuel Saval - Alfredo Del Castillo
- Miguel Ángel Rodríguez - Javier Pérez
- René Muñoz - Abuelo Florentino Rosas
- Jorge de Silva - Alberto "Beto" Pérez Romero
- Paty Díaz - Clarita Martínez
- Ninón Sevilla - Asunción
- Raúl Padilla "Chóforo" - Bonifacio
- Renata Flores - Zoila Barriga
- Víctor Noriega - Alejandro "Alex" Dorantes
- Elvira Monsell - Bertha Álvarez
- Anastasia - Alcira Ordóñez
- Eduardo Luna - Aníbal Rivera Pacheco
- Roberto "Flaco" Guzmán - Francisco Quiñones "El Miserias"
- Meche Barba - Angustias
- Sergio Reynoso - Agustín Morales
- Eugenio Bartilotti - Efrén
- Guillermo García Cantú - José Fernando Altamirano
- Eva Calvo - Úrsula Valdez
- Emiliano Lizárraga - Ramiro
- Eduardo Liñán - Demetrio Morales
- Sara Luz - Becky Rosas
- Tere López-Tarín - Natalia
- Tina Romero - Dolores Romero de Pérez
- Milagros Rueda - Celina Barriga (#1)
- Ivonne Montero - Celina Barriga (#2)
- Yessica Salazar - Pamela Iturbide
- Irma Torres - Julieta
- Julio Urreta - Ayala
- Liza Willert - Georgina
- Luz María Zetina - Luz María
- Alejandro Ávila - Gerardo Navarrete
- Jorge Pascual Rubio - Cosme
- Javier Ruán - Jesús "Chuy"
- Alberto Inzúa - Dr. Riveroll
- Ana María Aguirre - Enriqueta Navarrete
- Maricarmen Vela - Sor Emilia
- Sabine Moussier - Cristina
- María Morena - Luciana Díaz
- César Castro - Ismael
- Queta Lavat - Directora de la prisión
- Julio Monterde - Abogado
- Sara Montes - Sandra Pacheco de Rivera

## Premios y nominaciones

### Premios TVyNovelas 2000
| Categoría                  | Nominado(a)            | Resultado |
| -------------------------- | ---------------------- | --------- |
| Mejor villana              | Lupita Ferrer          | Nominada  |
| Mejor primera actriz       | Angélica María         | Nominada  |
| Mejor primer actor         | Roberto "Flaco" Guzmán | Nominado  |
| Mejor actor de reparto     | Manuel Saval           | Nominado  |
| Mejor actriz joven         | Ivonne Montero         | Nominada  |
| Mejor revelación masculina | Jorge de Silva         | Nominado  |

## Versiones
- La cadena venezolana Venevisión realizó en 1972 la primera versión de esta historia. La telenovela llevó por título María Teresa, fue producida por Enrique Cuzcó, dirigida por Grazio D'Angelo y protagonizada por Lupita Ferrer y José Bardina.
- La productora venezolana Coral Producciones realizó en 1987 para la cadena privada RCTV una versión de esta telenovela titulada Primavera, que fue producida por Daniel Andrade y fue protagonizada por Gigi Zanchetta y Fernando Carrillo, quien después repetiría personaje en Rosalinda.
- La escritora Alicia Barrios realizó su propia versión de esta historia y fue llevada a la pantalla en 1993 por la cadena venezolana Venevisión bajo el título Rosangélica, producida por Marisol Campos, dirigida por Marcos Reyes Andrade y protagonizada por Sonya Smith, Víctor Cámara y Lupita Ferrer esta última repetiría personaje en Rosalinda.
- El canal filipino GMA-7 realizó en 2009 una adaptación de esta telenovela bajo el mismo título, Rosalinda, protagonizada por Carla Abellana y Geoff Eigenmann.

## Comercialización en formatos caseros
- Fue lanzada en formato DVD en México y Estados Unidos. Se compone de 2 discos dobles y contiene un resumen de la novela con duración de poco más de 9 horas. En el DVD de EE. UU. contiene subtítulos en inglés.